# Кола бомба
Кола бомба е наименованието на импровизирано (най-често самоубийствено) взривно устройство, монтирано на цивилно превозно средство (автомобил или мотоциклет). Главната цел на колата бомба е убийството на групи от цивилни, войници или полицаи, или значителни материални щети. Атентатите с кола бомба са разпространени най-вече в Близкия Изток.
Съществуват 3 типа коли бомби.
- Първият тип са с взривни устройства, прикрепени към стартера на колата. Тяхната цел е убийството на собственика на колата, и се взривяват, когато той запали двигателя. Вече почти не се правят такива устройства, защото бомбата се открива лесно, а се монтира трудно.

- Вторият тип са паркирани возила, които са натъпкани с експлозиви. Те се детонират дистанционно, и често експлозивите са опасани с пояси от пирони или метални парчета за нанасяне на повече щети.

- Третият тип е най-често срещан. Това са коли, управлявани от самоубийци, които се самовзривяват, когато наближат целта. Голяма част от жертвите на Войната в Ирак след 2003 година са вследствие от взривове именно на този тип коли бомби.

## Най-смъртоносни атентати
- През 1920 година италианският анархист Марио Буда взривява натъпкана с експлозиви каляска в Ню Йорк. Загиват 40 души, а повече от 200 са ранени.
- През 1983 година член на Хизбула се врязва с кола бомба в американска база в Бейрут и убива 241 американски и 58 френски войници. По време на гражданската война в Ливан са детонирани 3641 коли бомби.[2]
- На 19 април 1995 година американският терорист Тимъти МакВий управлява камион, натъпкан с петрол и изкуствени торове. Самовзривява се в административна сграда в Оклахома и избива 168 души. Това е най-смъртоносният терористичен акт в САЩ преди атентатите от 11 септември 2001 г.
- На 7 юли 2007 камион бомба се взривява в Амирли, Ирак. Загиват 156 души и са ранени 255.
- На 14 август 2007 четири камиона бомби се взривяват в различни села в Ирак, населени с хора от малцинството язиди. Според иракското правителство загиналите са най-малко 500.

## Ответни мерки
Мерките, които се взимат против коли бомби, най-често са бетонни заграждения около по-важните сгради или по-оживени места, като пазари, магазини и т.н. Загражденията не позволяват на атентаторите да навлизат в тези райони.

## Разновидности
Освен коли, понякога терористите използват мотоциклети или камиони. Атентатите с камиони бомби са значително по-смъртоносни и разрушителни.